# 北海道道741号上遠別霧立線
北海道道741号上遠別霧立線（ほっかいどうどう741ごう かみえんべつきりたちせん）は、北海道天塩郡遠別町から苫前郡羽幌町を経て苫前町に至る一般道道（北海道道）である。冬期通行止め区間がある。

## 概要
未供用区間は建設中止が決定されており、遠別町字正修の区間、羽幌町字築別炭砿から羽幌町字上羽幌の区間、苫前町字霧立の区間、それぞれ３区間に分断された形で供用済みである。

### 路線データ
- 起点：北海道天塩郡遠別町字正修（北海道道688号名寄遠別線交点）
- 終点：北海道苫前郡苫前町字霧立（国道239号交点）
- 総延長：43.401 km
- 実延長：24.720 km
- 重用延長：5.555 km
- 未供用延長：13.126 km
- 未舗装延長：8.641 km

### 道路管理者
- 留萌振興局 留萌建設管理部 遠別出張所
- 留萌振興局 留萌建設管理部 羽幌出張所

## 歴史
- 1972年（昭和47年）3月31日 - 路線認定[1]。
- 2000年（平成12年）度 - 築炭道路（遠別町字正修 - 羽幌町字築別炭砿）の事業中止が決定[2]。
- 2004年（平成16年）度 - 上羽幌道路（羽幌町字上羽幌 - 苫前町字霧立）の事業中止が決定。これにより、未開通区間の事業が全て中止となる[2]。

## 路線状況

### 重複区間
- 北海道道356号築別炭砿築別停車場線（羽幌町字築別炭砿 - 羽幌町字曙）

### 未供用区間
- 区間延長：13.1 km

- 遠別町字正修 - 羽幌町字築別炭砿（築炭道路）
- 羽幌町字上羽幌 - 苫前町字霧立（上羽幌道路）
  - 炭鉱道路は2000年（平成12年）度に、上羽幌道路は2004年（平成16年）度に事業中止が決まった[2]。

### 通年交通規制（通行止め）
- 遠別町字正修国有林42林班（ゲート〔起点〕） - 遠別町字正修国有林45林班
区間延長：0.5 km

### 冬期交通規制（通行止め）
- 苫前町字霧立国有林2164林班 - 苫前町字霧立106-2（夕霧ゲート〔終点〕）
区間延長：1.9 km

### 道路施設

#### 主な橋梁
- 上羽幌橋（60 m、羽幌川、羽幌町字上羽幌）
- 幌平橋（81 m、羽幌川、羽幌町字上羽幌）
- 右股橋（94 m、羽幌川、羽幌町字上羽幌）
- 夕霧橋（59 m、古丹別川、苫前町字霧立）

#### 常設型ゲート
- ゲート（遠別町字正修国有林42林班〔起点〕）
- 三毛別ゲート（羽幌町字曙333-1）
- 上羽幌第一ゲート（羽幌町字上羽幌200-2）
- 上羽幌第二ゲート（羽幌町字上羽幌264-2）
- 夕霧ゲート（苫前町字霧立106-2〔終点〕）

## 地理

### 通過する自治体
- 留萌振興局
  - 天塩郡遠別町
  - 苫前郡羽幌町
  - 苫前郡苫前町

### 交差する道路
遠別町
- 北海道道688号名寄遠別線 - 字正修（起点）

羽幌町
- 北海道道356号築別炭砿築別停車場線 - 字築別炭砿、字曙（重複）
- 北海道道612号築別天塩有明停車場線 - 字築別炭砿
- 北海道道747号上羽幌羽幌停車場線 - 字上羽幌

苫前町
- 国道239号 - 字霧立（終点）